# Wang Li
Wang Li (nome original: 王 莉; nascida em 4 de dezembro de 1962) é uma ex-ciclista olímpica chinesa. Li representou a sua nação durante os Jogos Olímpicos de Verão de 1984 na prova de corrida em estrada, em Los Angeles e nos Jogos Asiáticos de 1986.